# Diadegma auricellae
Diadegma auricellae là một loài tò vò trong họ Ichneumonidae.